# Königshof Ardeoingas
Der Königshof Ardeoingas in Altenerding war ein Königshof der Karolinger, der von den Agilolfingern wohl im 7. Jahrhundert gegründet wurde.

## Geschichte
Die bairischen Herzöge – die Agilolfinger – hatten die Anlage innerhalb des heutigen Altortes von Altenerding an einer Flusskurve der Sempt vermutlich im 7. Jahrhundert als Herzogshof gegründet. 788 wurde „Ardeoingas“ im zeitlichen Zusammenhang mit der Absetzung von Herzog Tassilo III. das erste Mal urkundlich erwähnt. Der Ortsname wird vom Personennamen Ardeo abgeleitet und bezog sich vor der Gründung der Herzogsstadt Erding 1228 auf den Ort Altenerding. 891 schenkte König Arnulf den Königshof „Ardienga“ dem Domkapitel in Salzburg. Der Königshof bestand wohl bis zum 13. Jahrhundert. An Stelle des Königshofes entstand in der Folge ein kleinerer Hofmarksitz, das Schloss Altenerding, das zeitweise im Besitz der Grafen von Haag war, die es im Jahre 1554 an Johann Jakob Fugger verkauften. Im Dreißigjährigen Krieg wurde das Fugger’sche Schloss abgebrannt und nicht wieder aufgebaut.
Ein doppeltes Grabenwerk als Befestigung und Teile der Innenbebauung sind archäologisch nachgewiesen, urkundlich ist der Königshof nur karolingisch erfasst. 2010 archäologisch wiedergefunden, wurde der Königshof 2017 in einer Lehrgrabung ausschnittsweise untersucht. Dabei wurde auch eine unbefestigte ältere Bauphase des Hofs aus der 1. Hälfte des 7. Jahrhunderts entdeckt. Aus der ottonischen Zeit sind nur geringe Funde nachgewiesen, die Befestigung war in dieser Zeit schon wieder verfüllt. Nur sporadisch verteilte, birnenförmige Öfen sowie ein Grubenhaus enthielten Funde des 12. und 13. Jahrhunderts.
Der Königshof ist als „Bodendenkmal“ beim Bayerischen Landesamt für Denkmalpflege eingetragen unter der Nummer D-1-7737-0266 als „untertägige mittelalterliche und frühneuzeitliche Befunde im Bereich des ehemaligen Königshofes und Hofmarksitzes Altenerding mit abgegangenem Hofmarkschloss.“